# Eriopygodes disparilis
Eriopygodes disparilis là một loài bướm đêm trong họ Noctuidae.